# A Rooi
A Rooi là một xã thuộc huyện Đông Giang, tỉnh Quảng Nam, Việt Nam.
Xã A Rooi có diện tích 28,68 km², dân số năm 2019 là 1.365 người, mật độ dân số đạt 48 người/km².